# Manifold (Schiffbau)

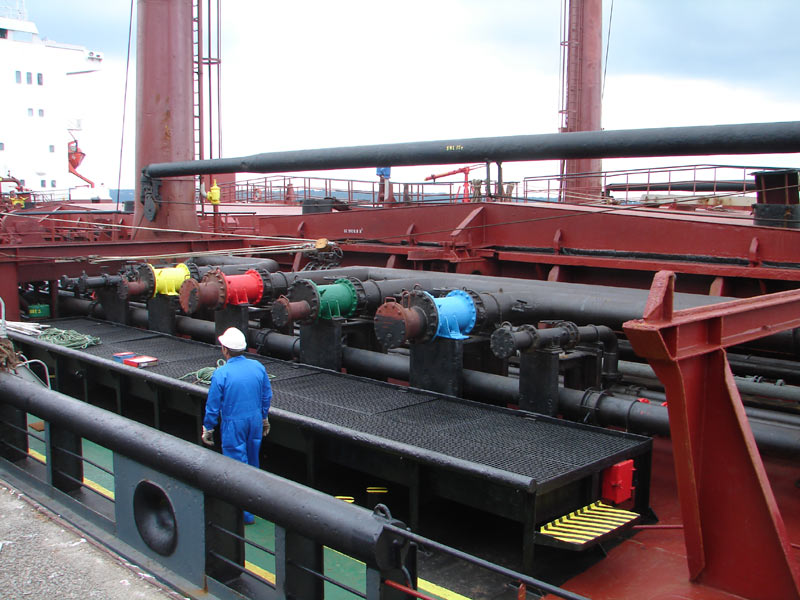
Manifold eines Tankschiffes

Ein Manifold (deutsch: Schlauchanschlussstation) dient auf Tankschiffen zur Verbindung der für den Ladungsumschlag nötigen Rohrleitungen oder Schläuche. Ein Tankschiff verfügt üblicherweise auf beiden Seiten über je eine Schlauchanschlussstation. Binnenschiffe haben meist drei Anschlüsse, vorn, mittschiffs und achtern, auf beiden Seiten.
Die einzelnen Manifolds besitzen meist mehrere Rohrleitungsenden mit genormten Flanschen, an denen zum Laden oder Löschen der Ladung die beweglichen Rohrleitungsarme (z. B. Chiksan arms) eines Terminals beziehungsweise Schläuche angeschlossen werden. Je nach Art und Größe des Tankers ist die Schlauchanschlussstation mit verschiedenen Kommunikationseinrichtungen zum Pumpenraum und der Brücke des Schiffes ausgerüstet. Des Weiteren befinden sich beim Manifold Kräne oder Ladebäume zur Schlauch- und Bauteilübernahme und Sicherheitseinrichtungen, beispielsweise zum Schnellschließen der Ventile bei Überläufen, Feuerlöscheinrichtungen und festeingebaute oder mobile Ölleckwannen zum Auffangen von Leckagen.